# Eberhard Schulz (Maueropfer)

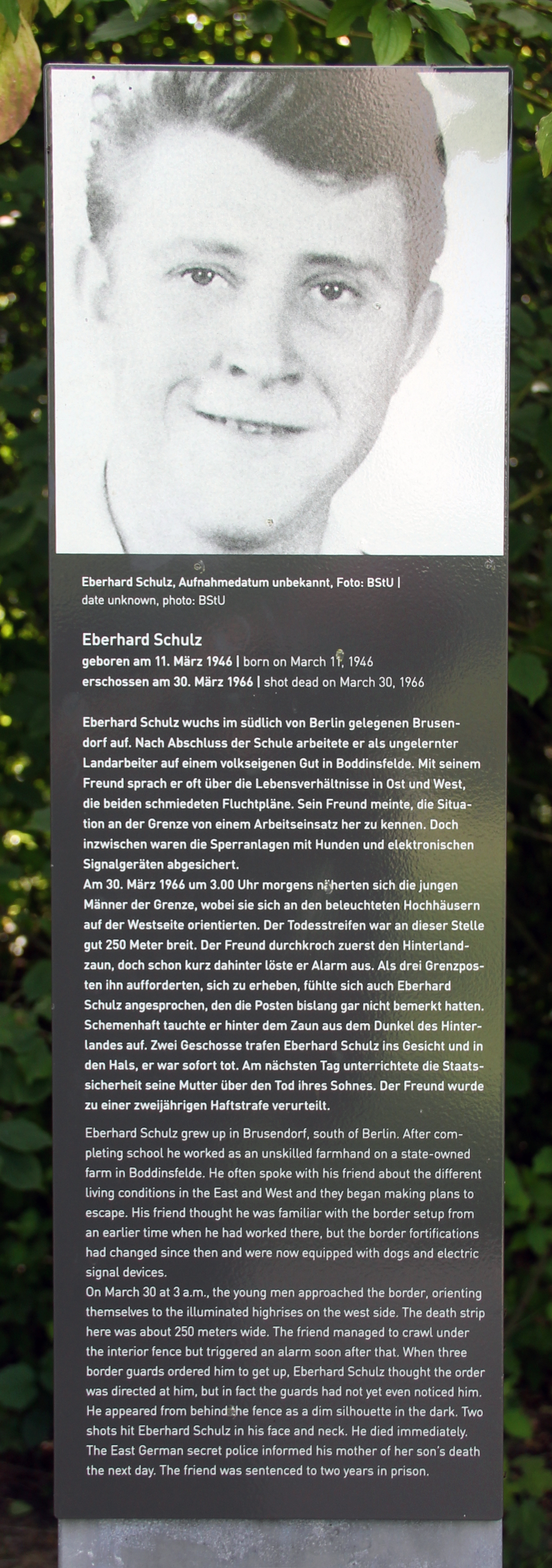
Gedenktafel, Kölner Damm, in Großziethen

Eberhard Schulz (* 11. März 1946 in Glasow; † 30. März 1966 in Großziethen) war ein deutscher Landarbeiter und Todesopfer an der Berliner Mauer. Während eines Fluchtversuchs wurde er von Angehörigen der Grenztruppen der DDR erschossen.

## Leben
Nach der Trennung der Eltern zog die Mutter mit ihren vier Kindern nach Brusendorf südlich von Berlin. Eberhard Schulz begann nach der Schule auf einem Volkseigenen Gut in Boddinsfelde zu arbeiten. Mit seinem Freund Dieter K. sprach er über eine mögliche Flucht in den Westen. Die Diskussion setzte sich in ihrem Freundeskreis fort, aus dem weitere junge Männer ihr Interesse bekunden.
Am Abend des 29. März entwendeten sie einen Bolzenschneider aus ihrem Betrieb und fuhren mit Fahrrädern ins zwanzig Kilometer entfernte Großziethen, das an der Grenze liegt. Obwohl die Grenzanlagen an der Stelle weiter ausgebaut sind als sie erwarteten und sie ihren Bolzenschneider verloren, starteten sie ihren Fluchtversuch. Dieter K. war schon über den Hinterlandzaun geklettert, als er den Alarm auslöste. Beide Männer legten sich auf den Boden und rührten sich nicht mehr bis drei Grenzsoldaten zu ihnen kamen und sie aufforderten mit erhobenen Händen aufzustehen. Die Grenzsoldaten hatten Eberhard Schulz, der immer noch außerhalb des Todesstreifens war, bis dahin noch nicht gesehen. Nach der Version von Dieter K. eröffnete einer der Grenzer umgehend das Feuer auf Schulz. In der Version der Grenzsoldaten hatte Schulz in seine Jacke gegriffen und zur Flucht angesetzt, was durch die Schüsse verhindert werden sollte. Zwei Kugeln trafen Schulz im Gesicht und am Hals. Er verstarb noch vor Ort. Dieter K wurde festgenommen und verbrachte zwei Jahre im MfS-Gefängnis Berlin-Hohenschönhausen.
Der Öffentlichkeit und den West-Berliner Behörden wurde der Fall erst 1991 nach dem Ende der DDR bekannt. Das von der Staatsanwaltschaft Berlin 1991 eingeleitete Ermittlungsverfahren wurde 1996 eingestellt, da die Vorgänge nicht eindeutig genug geklärt werden konnten.